# Пюикальвель
Пюикальве́ль (фр. Puycalvel, окс. Puègcalvèl) — коммуна во Франции, находится в регионе Юг — Пиренеи. Департамент — Тарн. Входит в состав кантона Плен-де-л’Агу. Округ коммуны — Кастр.
Код INSEE коммуны — 81216.

## География

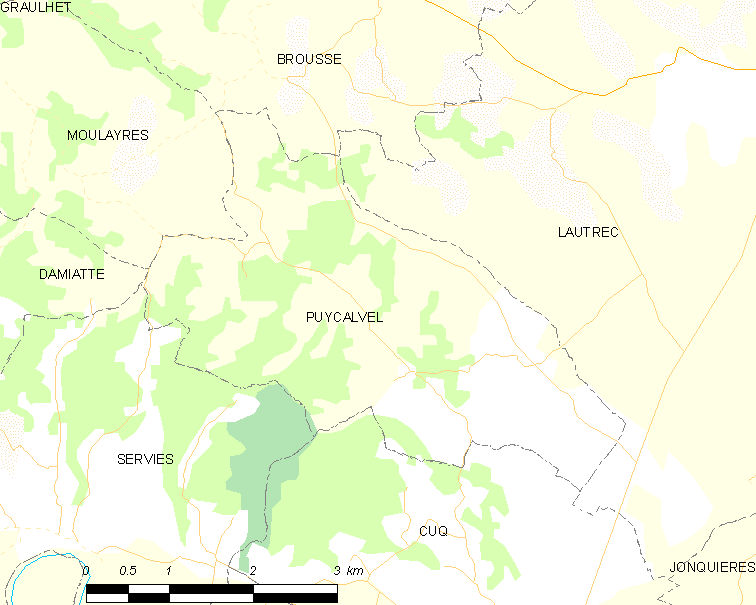
Карта коммуны

Коммуна расположена приблизительно в 580 км к югу от Парижа, в 55 км восточнее Тулузы, в 28 км к югу от Альби.

## Климат
Климат умеренно-океанический. Зима мягкая и дождливая, лето жаркое с частыми грозами. Ветры довольно редки.

## Население
Население коммуны на 2010 год составляло 208 человек.
| 1962 | 1968 | 1975 | 1982 | 1990 | 1999 | 2010 |
| ---- | ---- | ---- | ---- | ---- | ---- | ---- |
| 190  | 205  | 170  | 191  | 201  | 210  | 208  |

## Экономика
В 2007 году среди 121 человека в трудоспособном возрасте (15—64 лет) 95 были экономически активными, 26 — неактивными (показатель активности — 78,5 %, в 1999 году было 74,6 %). Из 95 активных работали 80 человек (48 мужчин и 32 женщины), безработных было 15 (9 мужчин и 6 женщин). Среди 26 неактивных 11 человек были учениками или студентами, 7 — пенсионерами, 8 были неактивными по другим причинам.